# Patinação artística nos Jogos Olímpicos de Inverno de 1998 - Duplas
A competição de duplas mistas da patinação artística nos Jogos Olímpicos de Inverno de 1998 foi disputado entre 20 duplas.

## Medalhistas
| Ouro   | RUS Oksana Kazakova / Artur Dmitriev      |
| Prata  | RUS Elena Berezhnaya / Anton Sikharulidze |
| Bronze | GER Mandy Wotzel / Ingo Steuer            |

## Resultados
| #  | Nome                                      | País                | PC | FS | TFP  |
| -- | ----------------------------------------- | ------------------- | -- | -- | ---- |
|    | Oksana Kazakova / Artur Dmitriev          | RUS Rússia          | 1  | 1  | 1.5  |
|    | Elena Berezhnaya / Anton Sikharulidze     | RUS Rússia          | 3  | 2  | 3.5  |
|    | Mandy Wotzel / Ingo Steuer                | GER Alemanha        | 2  | 3  | 4.0  |
| 4  | Kyoko Ina / Jason Dungjen                 | USA Estados Unidos  | 4  | 4  | 6.0  |
| 5  | Shen Xue / Zhao Hongbo                    | CHN China           | 8  | 5  | 9.0  |
| 6  | Sarah Abitbol / Stephane Bernadis         | FRA França          | 7  | 6  | 9.5  |
| 7  | Marina Eltsova / Andrei Bushkov           | RUS Rússia          | 5  | 7  | 9.5  |
| 8  | Jenni Meno / Todd Sand                    | USA Estados Unidos  | 6  | 9  | 12.0 |
| 9  | Peggy Schwarz / Mirko Mueller             | GER Alemanha        | 9  | 8  | 12.5 |
| 10 | Dorota Zagorska / Mariusz Siudek          | POL Polônia         | 10 | 11 | 16.0 |
| 11 | Evgenia Filonenko / Igor Marchenko        | UKR Ucrânia         | 13 | 10 | 16.5 |
| 12 | Kristy Sargeant / Kris Wirtz              | CAN Canadá          | 11 | 12 | 17.5 |
| 13 | Danielle McGrath / Stephen Carr           | AUS Austrália       | 15 | 13 | 20.5 |
| 14 | Marina Khalturina / Andrei Kroukov        | KAZ Cazaquistão     | 16 | 14 | 22.0 |
| 15 | Katerina Berankova / Otto Dlabola         | CZE República Checa | 14 | 15 | 22.0 |
| 16 | Marie-Claude Savard-Gagnon / Luc Bradet   | CAN Canadá          | 12 | 16 | 22.0 |
| 17 | Sabrina Lefrancois / Nicolas Osseland     | FRA França          | 17 | 17 | 25.5 |
| 18 | Inga Rodionova / Aleksandr Anichenko      | AZE Azerbaijão      | 19 | 18 | 27.5 |
| 19 | Mariya Krasiltseva / Aleksander Chestnikh | ARM Armênia         | 18 | 19 | 28.0 |
| 20 | Marie Arai / Shin Amano                   | JPN Japão           | 20 | 20 | 30.0 |

Legenda
| Recorde mundial      | Recorde mundial (World record)               |                       | Recorde africano                      | Recorde africano (African) |                                           | Q | Classificado por posição (Qualified) |
| Recorde olímpico     | Recorde olímpico (Olympic record)            | Recorde da América    | Recorde da América (Americas)         | q                          | Classificado por melhor tempo (Qualified) |   |                                      |
| Melhor marca do ano  | Melhor marca do ano (World leading)          | Recorde asiático      | Recorde asiático (Asian)              | DNS                        | Não largou (Did not start)                |   |                                      |
| Recorde nacional     | Recorde nacional (National record)           | Recorde europeu       | Recorde europeu (European)            | DNF                        | Não terminou (Did not finish)             |   |                                      |
| Recorde pessoal      | Recorde pessoal do atleta (Personal best)    | Recorde da Oceania    | Recorde da Oceania (Oceania)          | DSQ / DQ                   | Desclassificado (Disqualified)            |   |                                      |
| Recorde da temporada | Recorde da temporada do atleta (Season best) | Recorde sul-americano | Recorde sul-americano (South America) | NM                         | Sem marca (No mark)                       |   |                                      |